# Oreșaț, Banatul de Sud
Oreșaț (sârbă Orešac, maghiară Homokdiód) este o localitate în Districtul Banatul de Sud, Voivodina, Serbia.

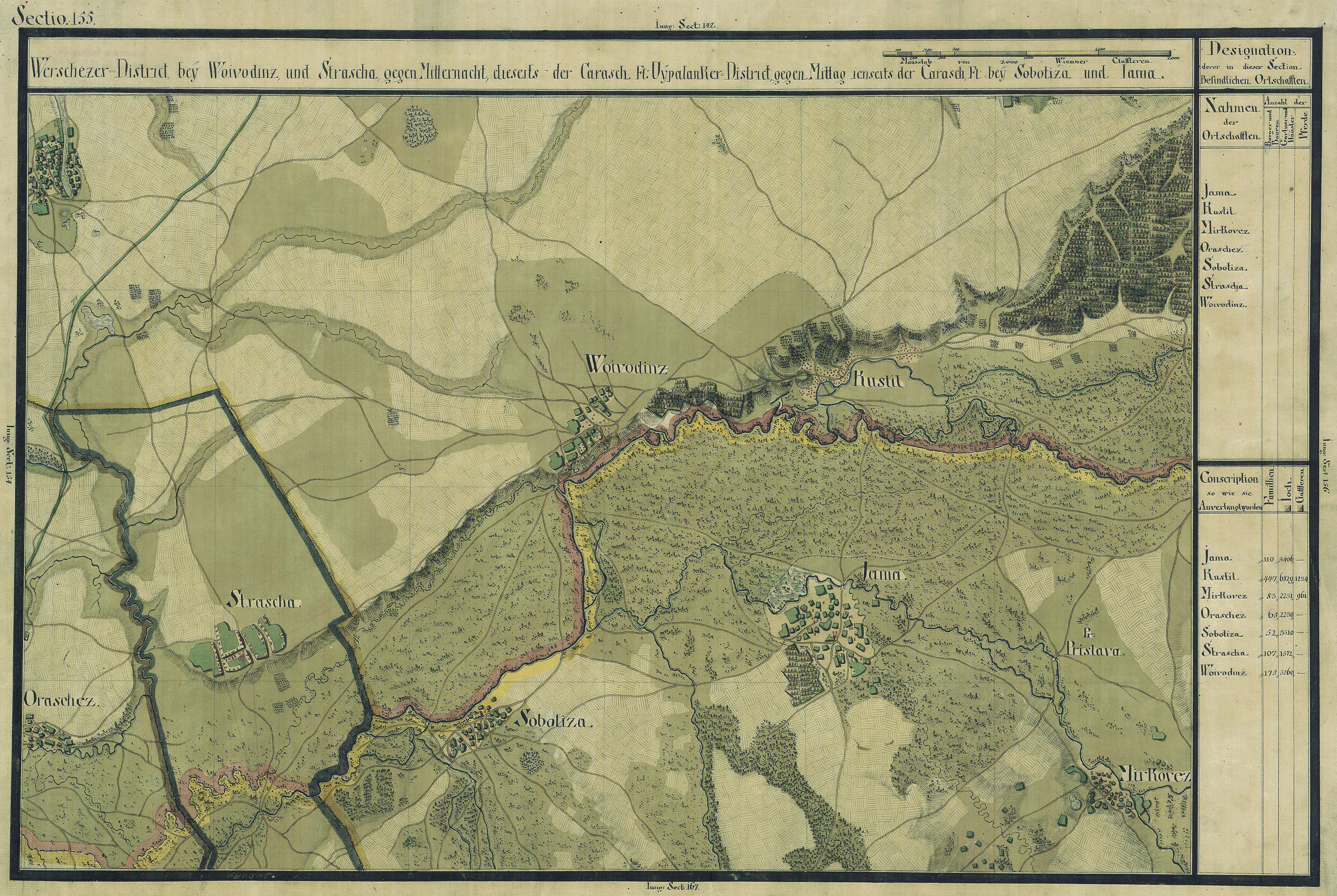
Oreşaţ în Harta Iosefină a Banatului, 1769-72

Aici s-a născut scriitorul Slavco Almăjan.
1. ↑  , Republicki geodetski zavod[*] http://web.archive.org/web/20160530172604/http://www.rgz.gov.rs/upload/web/Spisak%20KO-20150521.zip, arhivat din original la 30 mai 2016 Lipsește sau este vid: |title= (ajutor)